# Ата ибн Абу Рабах
Абу Муха́ммад ‘Ата́ ибн Абу Раба́х (араб.  عطاء بن أبي رباح‎; 647, Дженед, Йемен — 732, Мекка) — мусульманский учёный поколения табиин, известный хадисовед, муфтий Мекки.

## Рождение и происхождение
‘Ата ибн Абу Рабах родился в 647 г., в период правления третьего праведного халифа ‘Усмана ибн ‘Аффана. Он родился в семье нубийцев и был вольноотпущенником одного из мекканских родов джумах или фахр. Сообщается, что его отца звали Аслам или Салим, а мать — Барака. Впоследствии его семья переехала в Мекку, где мальчик вырос и получил образование.

## Научное наследие
‘Ата ибн Абу Рабах считается выдающимся знатоком хадисов и надежным передатчиком. Он учился у Ибн ‘Аббаса и Ибн ‘Умара, пересказывал хадисы со слов таких известных сподвижников, как Ибн ‘Аббас, Ибн ‘Умар, Ибн ‘Амр, Абдулла ибн аз-Зубайр, Му‘авийа, Усама ибн Зайд, Джабир ибн ‘Абдаллах, Зайд ибн Аркам и ‘Акил ибн Абу Талиб. Сообщается, что он встречался и передавал хадисы от 200 сподвижников. В свою очередь от него пересказывали хадисы его сын Йа‘куб, Абу Исхак Саби‘и, Муджахид, аз-Зухри, Аййуб Сахтийани, Абу аз-Зубайр, Хаким ибн ‘Утайба, А‘маш, Ауза‘и и др. Предания о его толкованиях аятов вошли в книги по тафсиру имамов Абд ар-Раззака ас-Санани, Суфьяна ас-Саури, Мухаммада ибн Джарира ат-Табари.
Занятия ‘Аты ибн Абу Рабаха посещали не только требовавшие знания мусульмане, но и государственные деятели, в том числе омеййадские халифы Аль-Валид I ибн Абдул-Малик и Сулейман ибн Абдул-Малик. Сидя на коленях, халиф Сулайман ибн Абд ал-Малик обучался у него правилам совершения хаджа, а затем приходил к своим детям и говорил: «Проявляйте усердие в изучении знаний. Из-за своего невежества я становлюсь на колени перед вольноотпущенником».

## Свидетельства историков
Ибн Са‘д пишет: «Мекканцы обращались за фетвами к ‘Ате ибн Абу Рабаху и Муджахиду, но к ‘Ате ибн Абу Рабаху обращалось больше людей. Он был ученым, обладал глубокими знаниями в исламском правоведении, рассказывал много хадисов и был надежным и заслуживающим доверия передатчиком».
Халид ибн Абу Нафи‘ передал, что ‘Ата ибн Абу Рабаха рассказывал: "Я застал при жизни двести сподвижников и слышал, как Ибн ‘Аббас сказал: «Жители Мекки! Знайте цену находящегося среди вас ‘Аты ибн Абу Рабаха».
Ибн Хиббан пишет: «Он был одним из великих табиев, сторонился всего сомнительного, отличался добродетельностью и был учёным мужем».
Салама ибн Кухайл сказал: «Я видел троих желавших приобрести знания только для довольства Всевышнего Аллаха. Это ‘Ата, Муджахид и Тавус».

## Аскетизм и благонравие
‘Ата ибн Абу Рабах был известен благочестием и аскетизмом. В арабских летописях сохранились упоминания о его смелых и прямых наставлениях халифам, в которых он требовал справедливого отношения к подданным. Рассказывают, что ‘Ата ибн Абу Рабах регулярно совершал ночные намазы, читая каждую ночь более двухсот аятов. За свою жизнь он совершил хадж семьдесят раз. А когда люди посещали его на дому, он говорил: «Как изменилось время! Люди стали посещать таких, как мы».

## Кончина
Перед смертью ‘Ата ибн Абу Рабах полностью ослеп. Относительно точной даты есть разногласия. Согласно одним источникам он скончался в 733 г. Но большая часть преданий указывает на то, что он умер в 732 г.